# Willie Nelson
Willie Nelson (* 29. dubna 1933 v Abbottu, stát Texas, Spojené státy americké) je americký countryový zpěvák, textař, skladatel, písničkář, kytarista a filmový herec.

## Život a dílo
Jedná se o jednu z největších žijících legend americké country hudby druhé poloviny 20. století. Začínal, tak jako mnoho jiných, jako dětský zpěváček v kostelním sboru. Od dětství, které prožil se svým dědečkem a babičkou, skládal písničky a hrál na kytaru, v 15 letech byl již výborným kytaristou. V roce 1950 nejprve vstoupil do americké armády k letectvu a oženil se, vzal si indiánku z kmene Cherokee. Po návratu z armády už v roce 1953 začal hrát po místních venkovských klubech a hospodách, v roce 1958 začal působit v místním rozhlase jako moderátor country hudby a diskžokej. V roce 1960 odjel do Nashville v Tennessee a začal zde působit nejprve jako textař a skladatel pro tehdejší hvězdy country hudby jako byl Faron Young, Roy Orbison či Patsy Cline - pro tu napsal její největší hit Crazy. Do roku 1961 hrál ve skupině Raye Price Cherokee Cowboys, pak se vydal na sólovou dráhu.
Točil jednu dlouhohrající desku za druhou a jeho profesionální kariéra strmě stoupala. V polovině sedmdesátých let Nashville opustil a stal se spolu s Waylonem Jenningsem vůdčí postavou tzv. hnutí „Outlaws“, což bylo hnutí, jež se bouřilo proti zavedeným tradicím v tehdejší americké country music. V roce 1975 se dostavil první celoamerický úspěch - s albem Red Headed Stranger, díky němuž se dostal do „první ligy“ country, ale i popové hudby. Obsahovalo jeho první #1 (navíc Grammy oceněný) hit Blue Eyes Crying In The Rain. Mezi jeho další největší hity na country i popových hitparádách patří On The Road Again (1980, Grammy, nominace na Oscara), Always On My Mind (1982, Grammy, milionová nahrávka) & To All The Girls I've Loved Before (s Juliem Iglesiasem, multimilionová nahrávka).
V jeho vlastní tvorbě se začaly objevovat prvky z jiných hudebních žánrů - jazzu, blues, folku, rokenrolu, ale i reggae. Jeho nejprodávanější album, Stardust (1978, 10 milionů celosvětově), tvořilo 10 amerických jazzových a popových tradicionálů. Na konci 70. let začal hrát v amerických hudebních filmech a westernech (např. Barbarosa, Elektrický jezdec), a spolupracovat s předními hvězdami amerického hudebního showbusinessu.
Nelson se stal (a stále je) celosvětovou hvězdou - v sedmdesátých a osmdesátých letech byl často na předních příčkách států Oceánie, ale i Západní Evropy. V posledních letech měl velké úspěchy v Severní Evropě. V roce 2003 se Nelsonovi povedl rekord - ve věku 70 let se stal nejstarším člověkem, který měl country hit číslo jedna: Beer For My Horses, duet s Tobym Keithem. Nahrávka se stala jeho třetím zlatým singlem. Willie Nelson už se řadu let angažuje v otázce legalizace marihuany ve Spojených státech a nijak se netají, že je již řadu let jejím uživatelem. Na konci listopadu 2010 byl již poněkolikáté zadržen za její nelegální držení. V roce 2001 byl nezvěstný.
Nelson je milovníkem zvířat, zachránil 70 koní, které měli skončit na jatkách. Nyní se prohání po jeho ranči

## Nejznámější písně

### jako interpret
- 1975 - Blue Eyes Crying In The Rain
- 1976 - Good Hearted Woman (s W. Jenningsem)
- 1980 - On The Road Again
- 1982 - Always on My Mind
- 1984 - To All The Girls I've Loved Before (s J. Iglesiasem)

### v podání jiných
- Family Bible - Claude Gray, George Jones
- Hello Walls - Faron Young
- Funny How Time Slips Away - Billy Walker, Joe Hinton, Jimmy Elledge, Narvel Felts, Dorothy Moore
- Crazy - Patsy Cline, Linda Ronstadt, Julio Iglesias
- Night Life - Ray Price, Claude Gray
- Pretty Paper - Roy Orbison
- Pretend I Never Happened - Waylon Jennings
- Yesterday's Wine' - George Jones & Merle Haggard

## Ocenění (výběr)
- celosvětově prodal přes 50 milionů nahrávek
- získal 10x cenu Grammy
- získal 8x cenu CMA Awards
- získal 7x ocenění od American Music Awards
- jeho píseň Crazy v podání Patsy Cline je na 85. místě ankety časopisu Rolling Stone 500 nejlepších písní všech dob
- 88. místo v anketě Rolling Stone 100 nejlepších zpěváků všech dob

## České coververze
- On The Road Again - Cesty toulavý (Michal Tučný)
- They All Went To Mexico - Všichni jsou už v Mexiku (Michal Tučný)
- Seven Spanish Angels - Muž na konci světa (Pavel Bobek) a Sedm španělských andělů (Greenhorns – Tomáš Linka a Pavel Král)
- Good Hearted Woman - Báječná ženská (Michal Tučný)
- Why Do I Have To Choose - Až zastaví náš vůz (Fešáci)
- Heartbreak Hotel - Je mi to líto (Michal Tučný)
- Pancho and Lefty - Komedianti nestárnou (Fešáci)
- Blue Eyes Crying in the Rain - Pláčou tvoje modré oči (Věra Martinová)